# Hylophorbus
Hylophorbus is een geslacht van kikkers uit de familie smalbekkikkers (Microhylidae). De groep werd voor het eerst wetenschappelijk beschreven door William John Macleay in 1878. Later werd de wetenschappelijke naam Metopostira gebruikt.
Er zijn twaalf soorten inclusief de pas in 2014 beschreven soort Hylophorbus sigridae. Alle soorten komen voor in Azië en zijn endemisch in Nieuw-Guinea.

## Taxonomie
Geslacht Hylophorbus
- Soort Hylophorbus atrifasciatus
- Soort Hylophorbus infulatus
- Soort Hylophorbus nigrinus
- Soort Hylophorbus picoides
- Soort Hylophorbus proekes
- Soort Hylophorbus rainerguentheri
- Soort Hylophorbus richardsi
- Soort Hylophorbus rufescens
- Soort Hylophorbus sextus
- Soort Hylophorbus sigridae
- Soort Hylophorbus tetraphonus
- Soort Hylophorbus wondiwoi

Aphantophryne · 
Asterophrys · 
Austrochaperina · 
Barygenys · 
Callulops · 
Choerophryne · 
Cophixalus · 
Copiula · 
Gastrophrynoides · 
Genyophryne · 
Hylophorbus · 
Liophryne · 
Mantophryne · 
Metamagnusia · 
Oninia · 
Oreophryne · 
Oxydactyla · 
Paedophryne · 
Pseudocallulops · 
Sphenophryne · 
Xenorhina